# ストーリー・ブリッジ
ストーリー・ブリッジ（英: Story Bridge）はブリスベン川にかかるカンチレバー形式の橋である。ブラッドフィールド・ハイウェイ（15号線）の一部であり、カンガルー・ポイントからフォーティテュード・ヴァリーを結んでいる。
1932年にシドニー・ハーバーブリッジが開通する前に、クイーンズランド州政府がジョン・ブラッドフィールドにブリスベンの新しい橋のデザインを依頼した。橋の名前はジョン・ダグラス・ストーリーにちなんでいる。

## 歴史

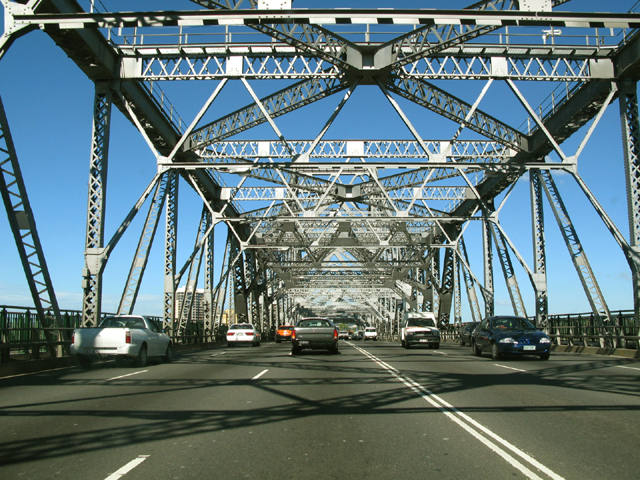
道路

ブリスベン商業中心地区の渋滞の緩和およびビクトリア・ブリッジの混雑の軽減を目的として、ビクトリア・ブリッジの下流側に架橋をするという構想は、すでに1920年代にクイーンズランド大学のロジャー・ホーケン教授によるブリスベン川への一連の架橋構想の中で示されていた。
ウィリアム・ジョリー・ブリッジはホーケン計画の最初の橋として、ビクトリア・ブリッジの上流側に建設された。しかし、当時の資金不足により、下流側の橋の建設が中止された。最初の計画ではニュー・ファーム地区の近くの下流に運搬橋を建設することが求められていた。
1926年に、ブリスベン市役所のクロス・リバー・コミッション（Cross River Commission）により、架橋地点としてカンガルー・ポイントが推薦された。ついには世界恐慌の期間に公共事業の一つとして建設された。エヴァンス・ディーキン-ホーニブルック建築株式会社が1935年4月30日に契約を獲得した。費用は160万ポンド以上にはならないとされた。
1935年5月24日に、クイーンズランド州知事であったウィリアム・フォーガン・スミスにより最初の土が掘り返されて、橋の建設が始まった。建設は一日24時間続けられた。1939年10月28日に橋の両側がの隙間が閉じられた。橋が完成されるまでは、建設が始まった1935年に即位25周年を迎えたジョージ5世に敬意を表し、ジュビリー・ブリッジ(Jubilee Bridge)として知られていた。
1940年7月6日に、クイーンズランド州総督のレスリー・オーム・ウィルソンによって開通が宣言され、橋の建設を強固に支持し続けた公務員のジョン・ダグラス・ストーリーにちなみ名付けられた。
橋のデザインはモントリオールにある1930年に完成したジャック・カルティエ・ブリッジに深い影響を受けている。ストーリー・ブリッジは毎年開催されるリバー・フェスティバルを特徴付ける物であり、また毎晩ライトアップされる。1990年に、歩行者が建築50周年を祝えるよう、道路が封鎖された。2005年にブリッジ・クライミングが始まり、観光アトラクションとなっている。

## 運用

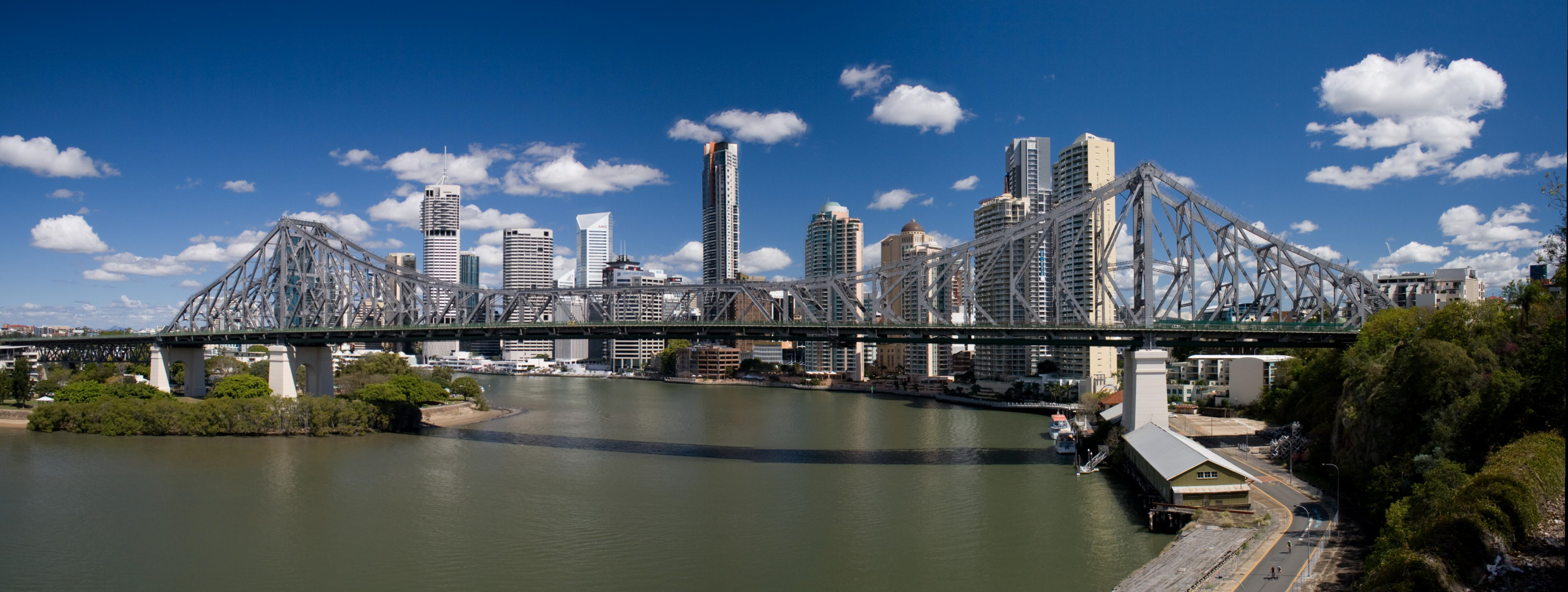
ストーリー・ブリッジおよびブリスベン商業中心地区

ストーリー・ブリッジは片側3車線で、また歩行者および自転車道が両側に設置されている。橋を含むこの道路はブラッドフィールド・ハイウェイと呼ばれ、オーストラリアで最も短いハイウェイである。シドニー・ハーバーブリッジのブラッドフィールド・ハイウェイと誤解されることはない。
はじめはブラッドフィールド・ハイウェイの南端に設置された料金徴収所にて、6ペンス（5セント）の通行料が徴収されていた。1952年から1969年の間、ブリスベン市役所により運営されていたトローリーバスが橋を利用していた。
この橋は、観光客およびレクリエーションの目的地としても利用されており、橋の上部をガイドとともに歩くことが可能である。

## ギャラリー

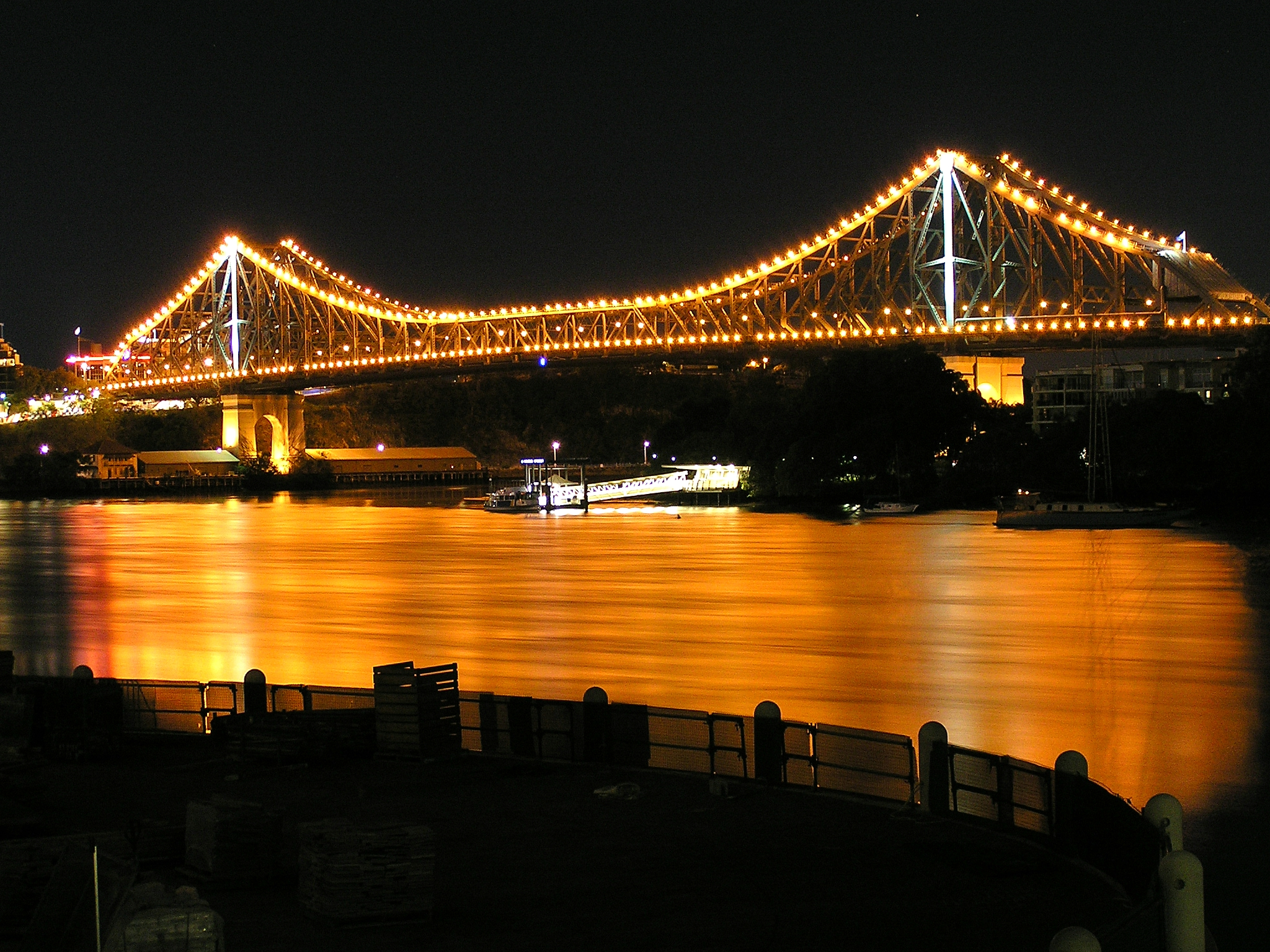
ライトアップされたストーリー・ブリッジ
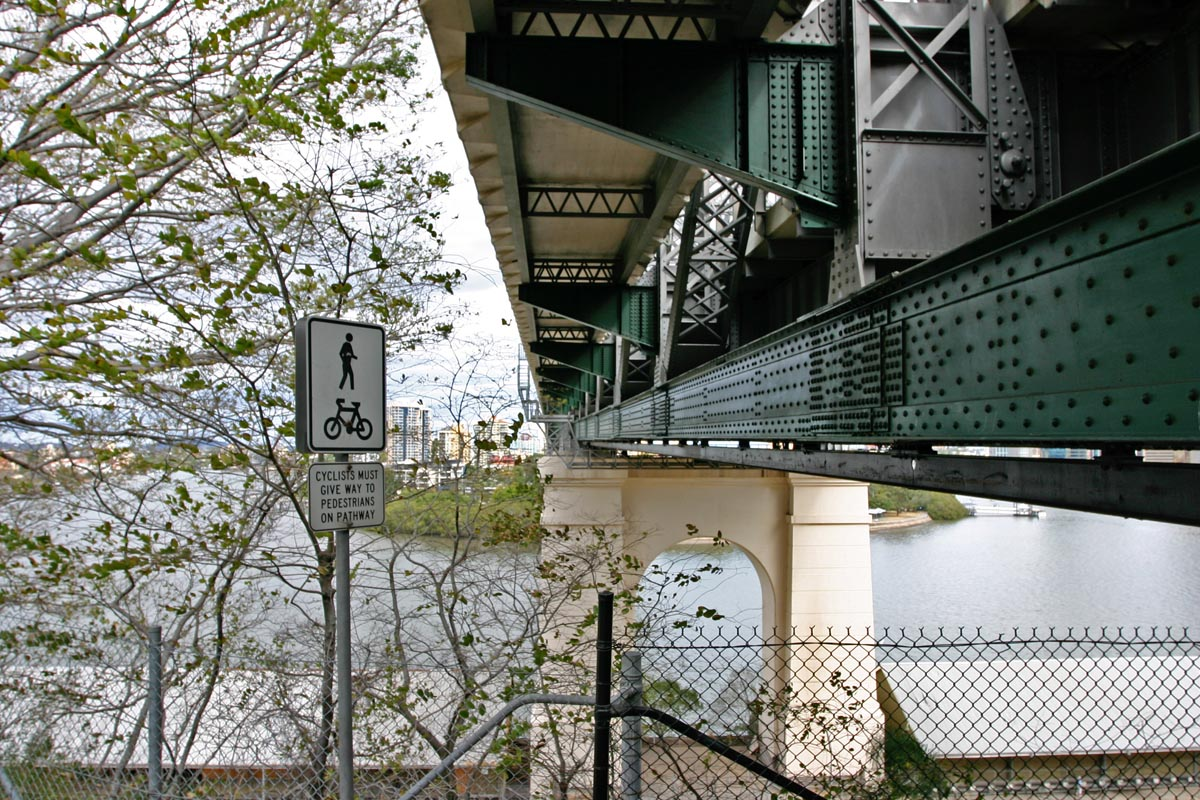
デッキトラスの詳細
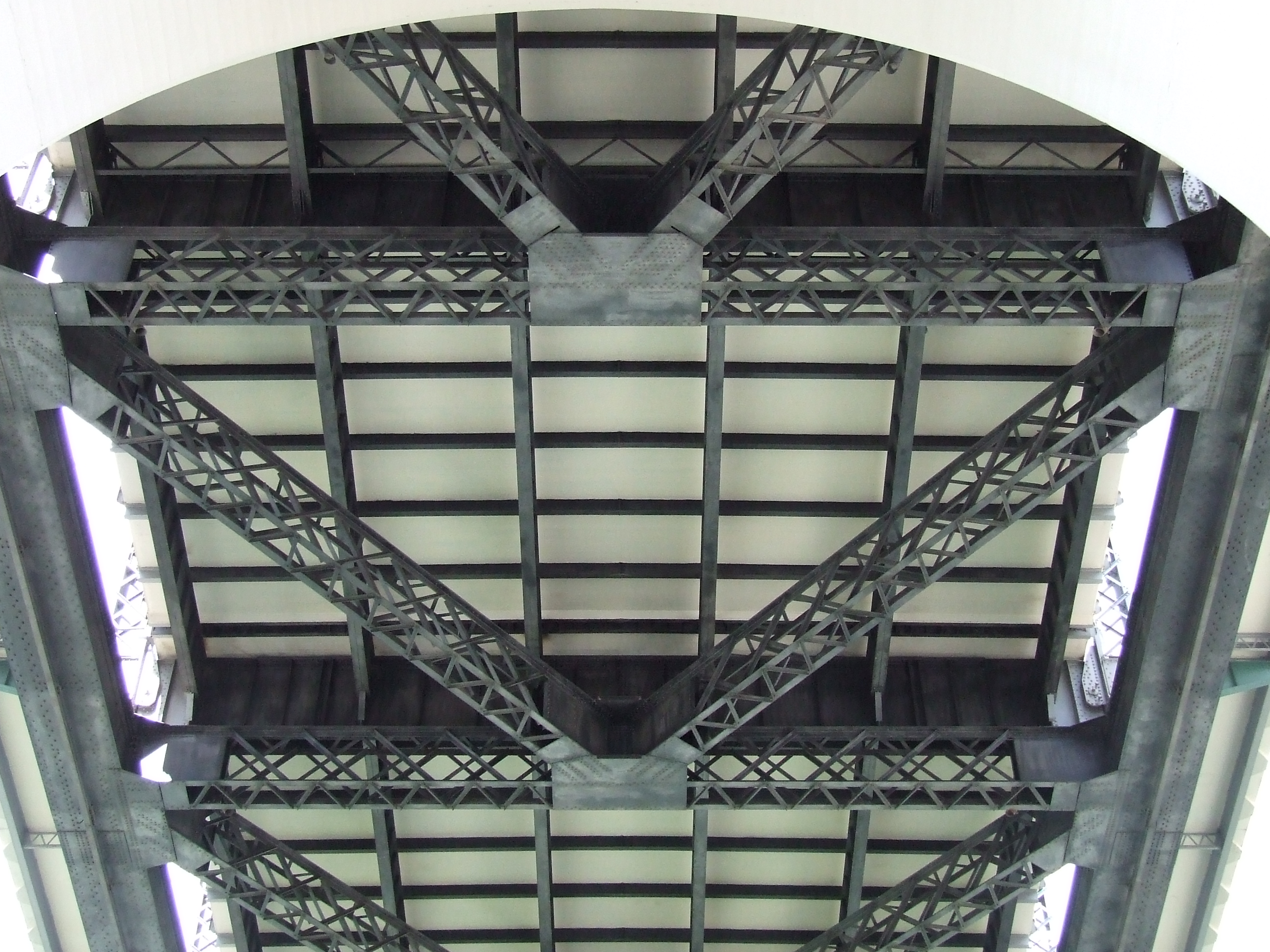
デッキの下部
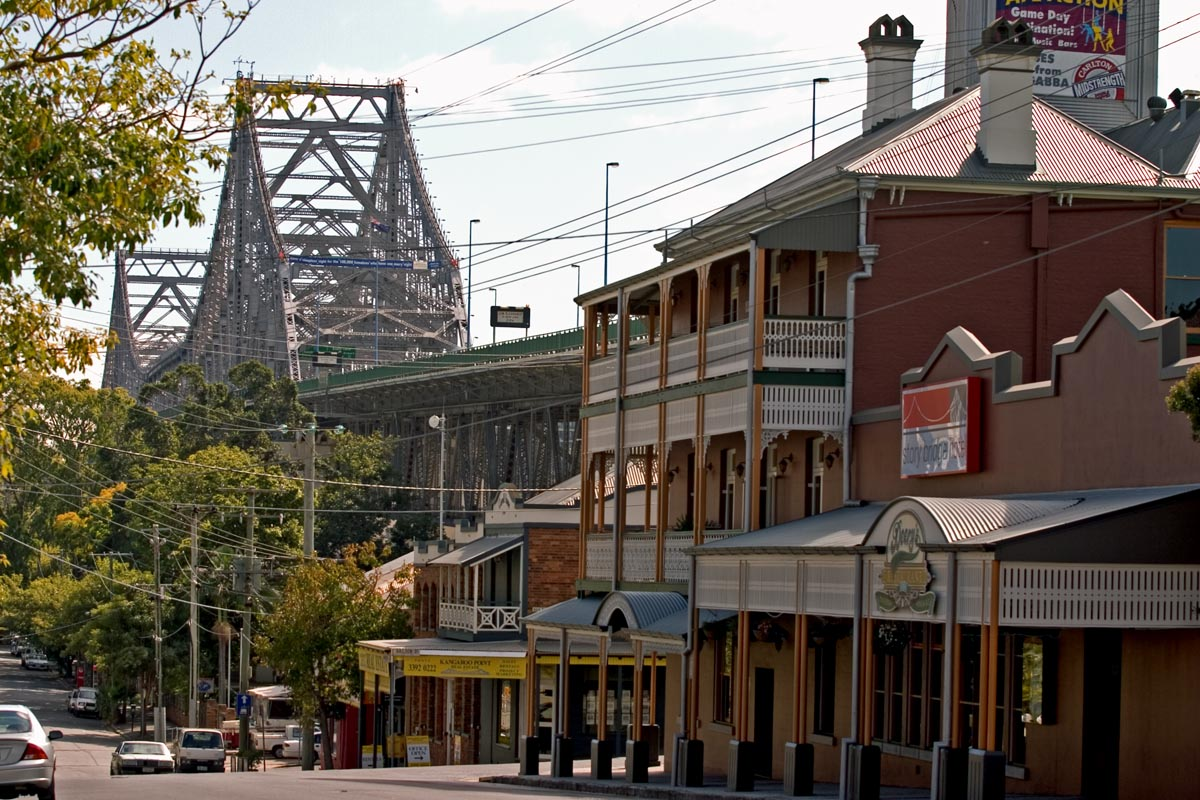
カンガルー・ポイントからの景色
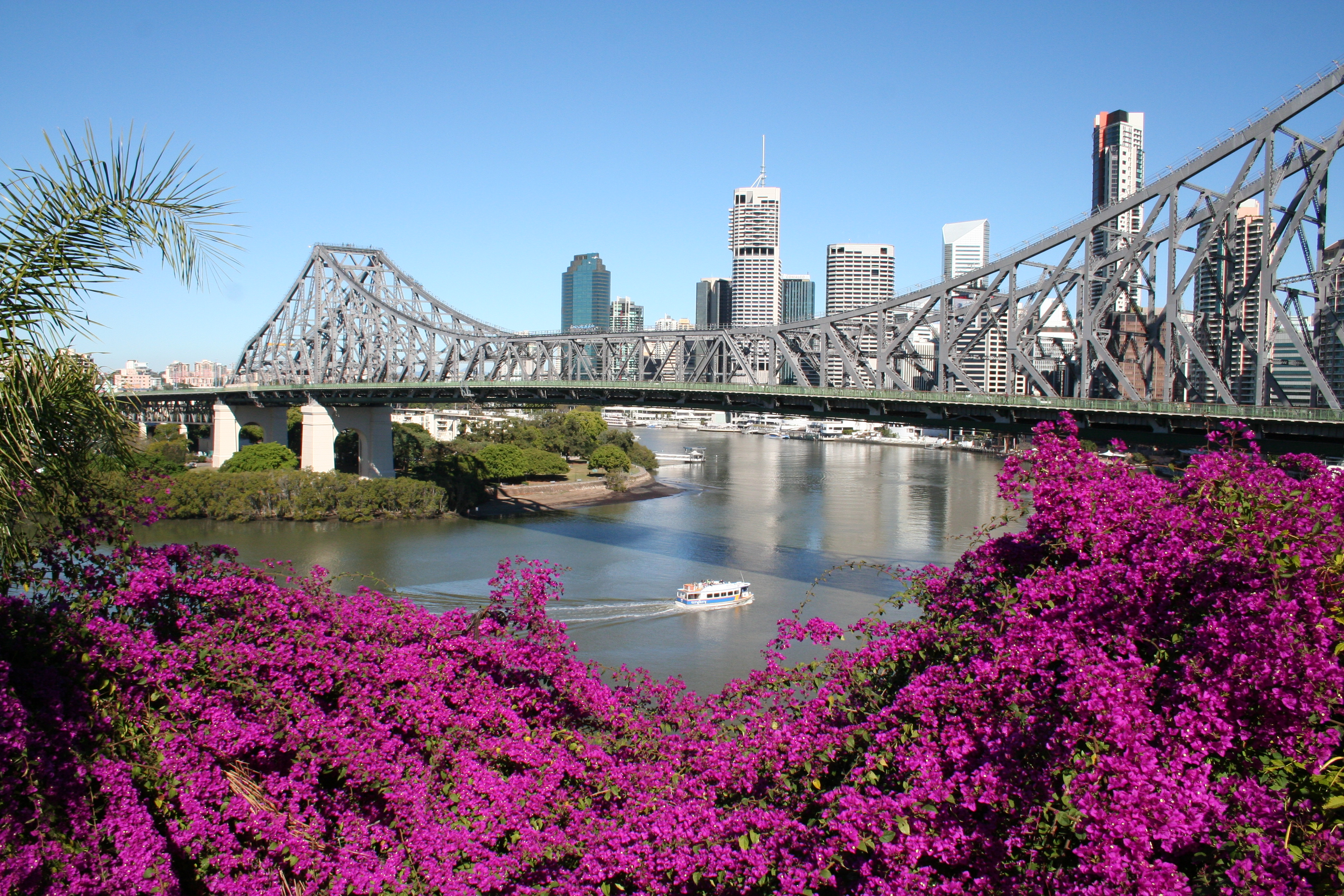
ボーエン・テラスからの景色
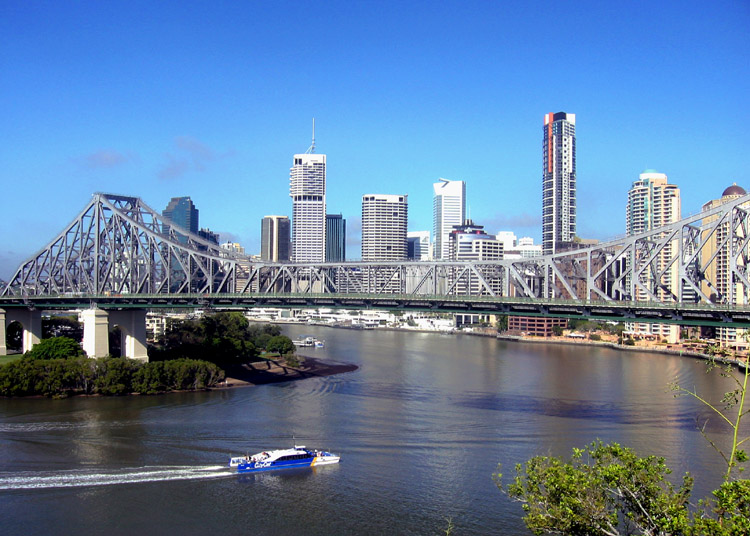
ブリスベン商業中心地区およびストーリー・ブリッジ